# Institut national de la santé et de la recherche médicale
Institut national de la santé et de la recherche médicale, gọi tắt là Inserm là Viện Nghiên cứu Y học và Sức khỏe Quốc gia của Pháp.
Inserm được thành lập vào năm 1964.
Theo Bảng xếp hạng các tổ chức SCImago 2019, Inserm là viện nghiên cứu tốt thứ hai trong lĩnh vực y tế (sau NIH) và đứng thứ 22 trong tất cả các lĩnh vực.

## Nhân vật
- Françoise Barré-Sinoussi
- Jean Dausset
- Jérôme Salomon